# Національно-визвольна боротьба башкирського народу
Національно-визвольна боротьба башкирського народу — низка військових зіткнень і повстань башкирського народу проти Російської імперії, що колонізувала Башкортостан, а також протестів і мітингів проти політики Російської Федерації (зокрема, проти дискримінації башкир людей за національною та мовною ознаками).
Башкири — один із стародавніх народів Євразії, що сформувався як окремий етнос Південного Уралу в першому тисячолітті нашої ери. Після розпаду Золотої Орди територія сучасної Башкортостану була поділена між Казанським і Сибірським ханствами та Ногайською Ордою. Після захоплення московитами Казані в жовтні 1552 року Башкортостан був завойований Московською імперією. Відтоді по відношенню до башкирів проводиться поступова, але систематична політика асиміляції та русифікації. У той же час московити прагнули отримати земельні володіння на Уралі для видобутку хутра та експлуатації інших багатств регіону. Іван Грозний пообіцяв не чіпати землі, релігії і звичаї башкир, а також обіцяв їм захист і заступництво від усіх ворогів. Тому багато башкир вважали підпорядкування Москві порятунком від триваючих чвар і воєн. Проте, опинившись у складі Російської держави, башкирський народ зіткнувся з гнітом з боку російських поміщиків і чиновників, а також власних феодалів. З приходом Російської держави на баскирських землях почалося масове будівництво міст і фортець, опорних пунктів колонізації, де жили служиві люди і чиновники. За службу вони отримували землю від російського уряду. Крім того, чиновники збільшили розмір данини, що збирається з місцевого населення. У 18-19 століттях Башкирію почали інтенсивно заселяти російські поселенці.

## Повстання Башкирські повстання у Московській/Російській Імперії
Через невдоволення башкир політикою Московї/Росії виникали народні повстання. З 1600 по 1800 роки відбулося вісім великих повстань башкирського народу.

### Повстання 1662—1664рр.
Почалося через порушення феодальних земельних прав і збирачів податків. На чолі протесту виступили великі землевласники, частина з яких відмовилася від прихильності Московії і бажала відтворити незалежне Сибірське ханство. Московія намагалася військово розгромити повстання, тому поступилася деяким вимогам башкир щодо землі та податків.

### Повстання 1681—1684рр.
Башкири повстали проти насильницької християнізації мусульман. Протест підтримало Калмицьке ханство, яке також перебувало під протекторатом Московії. Через це московська влада була змушений відмовитися від політики християнізації мусульман, офіційно засудив захоплення башкирських вотчин і задовольнив вимоги башкир про виконання умов приєднання Башкортостану до Росії.

### Повстання 1704—1711рр.
Відбулося повстання проти спроби московитів запровадити 72 нові податки, зокрема на мечеті та мулл, щоб перешкодити сповідуванню ісламу. Цар Петро І також наказав, щоб усі мечеті будувалися за зразком християнських церков, а також влаштовувати біля мечетей цвинтарі, а шлюби та смерті парафіян записувати муллам лише в присутності православного священика. Крім того, башкири були зобов'язані надати 20 000 коней і 4 000 солдатів для Північної війни проти Швеції. У розпал повстання башкирське дворянство відмовилося від прихильності Москві. У 1707 році було проголошено створення Башкирського ханства, пов'язаного васалітетом з Кримським ханством і Османською імперією. Башкирським ханом на раді старійшин був проголошений Хазі Аккускаров, один з ватажків повстанців. Московитам довелося погодитися на всі вимоги башкир, щоб не дати повстанню поширитися на інші території. За деякими даними, башкири знову присягнули російському імператору лише в 1725 році

### Постання 1735—1740рр.
Стало відповіддю на організацію російською владою Оренбурзької військово-політичної експедиції, яка мала на меті встановлення колоніальних порядків у Башкортостані. Каральна експедиція російського генерала Румянцева під час придушення повстання вбила, стратила або заслала на каторгу 40-60 тис. башкир. Також було спалено понад 250 поселень і головна мечеть. Повстанці продовжували збройну партизанську боротьбу на Уралі. Після придушення багато вотчини башкир були відібрані і передані слугам Мещерякам. Деякі башкирські історики вважають репресії 1735—1740 років першим геноцидом башкирського народу. За оцінками американського історика Алтона Стюарта Доннеллі, загинула чверть башкирського населення.

### Повстання 1747р.
Було викликане підвищенням податків, як і повстання 1704—1711 рр., викликане підвищенням податків. Протест був швидко придушений. Керівники повстання були заслані на вічну каторгу у фортецю Рогервік, інші учасники були піддані тілесним покаранням або заслані за межі краю.

### Повстання 1755—1756рр.
Було викликане захопленням башкирських вотчин, зростанням податків, спробами християнізувати мусульман і свавіллям адміністрації Оренбурзької губернії. Мулла Абдулла Алієв Батирша закликав башкир, татар, казахів і узбеків до «священної війни», але масово діяли тільки башкири. Основні сили повстанців під натиском російських військ відступили до Казахстану. Московська влада підкупом домоглася видачі башкир. З повстанців (50 тис. військових із сім'ями), які переховувалися в казахів, додому повернулося не більше 12-15 тис.

### Повстання Пугачова 1773—1775рр.
Було найвідомішим масовим повстанням під проводом Салавата Юлаєва. Його започаткували місцеві козаки. До козаків приєдналися башкири, татари, калмики, казахи, чуваші, уральські заводські селяни та інші. Повстання охопило величезну територію, було захоплено багато міст, фортець і заводів. Омельян Пугачов, який оголосив себе імператором Петром III, пообіцяв башкирам незалежність, тому дві третини родів перейшли на його бік. Юлаєв вважається національним героєм Башкортостану; його символічне зображення міститься на гербі Республіки Башкортостан.

### Повстання 1834—1835рр.
Відбулося останнє велике повстання башкир, викликане черговою спробою російської влади обмежити їх права. В результаті повстання башкирам вдалося зберегти економічну і правову свободу.
Американський історик Алтон С. Доннеллі досліджував політику царизму, прийняту після приєднання башкир до складу Російської імперії, і вважає, що башкирські повстання зазвичай були викликані порушеннями російським урядом умов, попередньо узгоджених між башкирами та російською владою. Доннеллі приходить до висновку, що Росія систематично проводила імперіалістичну політику з послідовним ущемленням інтересів Башкирії.
Результатом завоювання Башкортостану стало значне розширення території і збільшення населення Російської імперії за рахунок втрати башкирами можливості створити власну окрему національну державу.

## Башкирський національний рух 1917—1921
Після Лютневої революції 1917 року в області розгорнувся національний рух башкир за створення національно-територіальної автономії. У липні-серпні 1917 р. в Оренбурзі відбулися I і II Всебашкирські з'їзди (курултаї), на яких було прийнято рішення про створення «демократичної республіки на національно-територіальних засадах». В Оренбурзі працювала Башкирська обласна рада (шуро), обрана першим і переобрана другим з'їздами.
Держава Башкортостан проголошена 15 листопада 1917 Башкирським крайовим шуро і затверджена Установчими з'їздом Башкурдистана. Створені Башкирське військо 1917—1919, Башкирський уряд, парламент, державна символіка.
23 вересня 1918 року в Уфі було скликано Державні збори (Уфимська Директорія, які прийняли колегіальне рішення про передачу верховної влади Всеросійському Тимчасовому уряду до скликання Установчих зборів. 18 листопада 1918 А. В. Колчак здійснив військовий переворот і оголосив себе Верховним Правителем Росії і Верховним Головнокомандуючим збройними силами Росії. Адмірал Колчак не визнавав автономії башкир і вимагав. Усі просили оголосити про самоліквідацію органи місцевого самоврядування. Таким чином, башкири і козаки опинилися в скрутному становищі. В умовах відступу сил Колчака до Сибіру вони опинилися без підтримки перед наступаючими силами Червоної Армії. Керівники Башкирської автономії були змушені почати переговори з Радами. 18 лютого 1919 башкирський уряд і Башкирський корпус уклали угоду із РСФРР. 20 березня 1919 року було укладено «Угоду Російського робітничо-селянського уряду з Башкирським урядом про радянську автономію Башкирії». Офіційною датою утворення Башкирської Радянської Республіки вважається 23 березня 1919 року.
У 1918—1921 рр. почалися масові антибільшовицькі повстання селян у Башкортостані, викликані невдоволенням політикою радянської влади. Повстання були жорстоко придушені.

## Башкирська АРСР у складі Радянського Союзу 1921—1990
У 1936 році Башкирській АРСР було офіційно відмовлено в перетворенні на союзну республіку у складі СРСР. 23 червня 1937 року була прийнята перша Конституція Башкирської АРСР.
Особливо цілеспрямовано проводилася політика асиміляції та русифікації в роки радянської влади. Русифікація і примусове витіснення башкирської мови і культури завдали значного удару по башкирам як народу. Радянська влада кинула багато зусиль на викорінення «націоналізму» на користь створення «радянської людини» без національності. Тим не менш башкирський національний рух почав набирати обертів на рубежі 1980-90-х років. У 1988 році утворилася група переважно башкирської інтелігенції (письменників і викладачів університетів). Зустрічі відбувалися таємно, часто на квартирах. Був створений Башкирський народний центр «Урал», який стоїть в авангарді боротьби за підвищення державного статусу Башкирії і підтримує визнання статусу державної башкирської мови. Рушійною силою боротьби за суверенний Башкортостан стала і башкирська молодіжна організація «Союз башкирської молоді».

## Башкортостан у складі Російської Федерації 1990-сучасність
11 жовтня 1990 року у зв'язку з прийняттям Декларації про державний суверенітет республіка була перетворена в Башкирську Радянську Соціалістичну Республіку — Башкортостан.
З 31 березня 1992 року Республіка Башкортостан входить до складу Російської Федерації. У 1993 році була прийнята Конституція республіки, яка відобразила багато прагнень башкирського народу. Через рік Республіка Башкортостан і Російська Федерація підписали Федеральний договір про розмежування повноважень і компетенції, згідно з яким Башкортостан отримав багато республіканських прав у складі Російської Федерації. Однак, коли до влади прийшов Володимир Путін, багато прав республіки були обмежені. Під тиском Москви була переписана Конституція Башкортостану, вилучено багато статей і пунктів.
Складна соціально-економічна ситуація під час правління Путіна призвела до протестних настроїв у регіоні. У 2005 році тисячі людей зібралися в центрі Уфи, столиці Башкирії, з вимогою відновити соціальні пільги, скасовані новим законом про монетизацію. Вони також вимагали підвищення пенсій і зарплат.
У відповідь на ущемлення конституційних прав і триваючу русифікацію башкири створили загальнодержавні організації «Кук Буре» і «Башкорт» (2014). Ці організації порушували питання захисту прав та інтересів башкирського народу, повернення суверенітету республіки та Конституції Башкортостану 1993 року. «Башкорт» проводив масові громадські акції на захист суверенітету Башкортостану, башкирської мови і культури, виступав проти репресій проти активістів башкирського національного руху, що тривають з моменту обрання президентом В. Путіна.
Проти активістів, зокрема проти лідерів «Кук Буре» і «Башкорт», були порушені кримінальні справи, деякі учасники отримали тюремні терміни. У 2020 році Башкорт потрапив під заборону. Один із засновників організації Габбасов Руслан був змушений покинути Росію та знайшов політичний притулок у Литві. Потім він утворив Башкирський національний політичний центр, який координує політичну діяльність, спрямовану на здобуття Республікою Башкортостан незалежності. Башкирський національний політичний центр увійшов до Ліги Вільних Націй, де представники національних і регіональних рухів Російської Федерації борються за незалежність своїх народів від Росії.
З 2022 року башкири створюють збройне підпілля. Основні цілі боротьби — національна незалежність Башкирії, а також припинення загарбницької війни Росії з примусовою мобілізацією башкир до лав її збройних сил.
Станом на 19 жовтня 2022 року група башкирів у кількості 2700 осіб, заявили про створення Комітету Башкирського опору для боротьби проти РФ. 3 жовтня в Салаваті партизани підпалили офіс партії КПРФ. 8 жовтня в районному центрі Архангельського району, що за 65 кілометрів від Уфи, був підпалений військкомат. Активісти вимагали незалежності республіки, а також виступали проти участі башкир у війні з Україною.

## Мовне питання
Сьогодні в Башкортостані проводиться політика скорочення використання башкирської мови: спілкування на башкирській мові не прийнято ні в одній установі, практично всі сайти державних, муніципальних і навчальних закладів не дозволяють реєструватися башкирською мовою.
У 2017 році Путін заявив, що людей не можна змушувати вивчати мову, «яка не є для них рідною». Були суперечки щодо обов'язкового вивчення башкирської мови в школі.
У січні 2019 року Консультативний комітет Рамкової конвенції про захист національних меншин Ради Європи розкритикував Росію за її національну політику. Експерти висловили занепокоєння «зростанням домінування російської мови» і водночас «відсутністю ефективної підтримки мов національних меншин». Показова в цьому плані Башкортостан: у 2021—2022 навчальному році в Башкирії 99 % учнів вивчали рідну мову. З них 68 % обрали російську, 21 % башкирську і 9 % татарську. Крім того, рідні мови національних республік Російської Федерації більше не входять до обов'язкової шкільної програми, на відміну від обов'язкової російської мови.
Москва проводить політику демонтажу або скорочення чисельності кількох етнічних груп, підтримуючи мовні розколи та культурне розмаїття в окремих спільнотах, або намагаючись створити суперетнос для розмивання національної ідентичності. Один відомий випадок стосується відносин між башкирами татарами в двох республіках Середнього Поволжя. Кремль маніпулював і висвітлював заяви деяких націоналістів обох етнічних груп про те, що їхнє населення було асимільоване іншою етнічною групою. Основною метою є розділення двох націй, зменшення кількості башкир, які самоідентифікують себе, та обмеження вимог щодо суверенітету та потенційної державності з боку Башкортостану.

## Екоактивність та екологічні протести в Башкортостані
Корумпованість московської влади та її споживацька політика щодо ресурсів Башкортостану стали причиною екологічних протестів у республіці та відповідної реакції на них влади. У 2016 році в Уфі був скоєний напад на громадського активіста, голову Спілки екологів Башкирії Олександра Веселова. Напад стався після того, як він опублікував спецдоповідь «Екологія і екології в Башкортостані», в якій проаналізовано діяльність Мінекології РФ і викрито фальсифікації міністерством суспільно важливої інформації (наприклад, про викиди шкідливих речовин в атмосферу)..
У 2017 році до втрати свідомості був побитий відомий башкирський громадський діяч, громадський активіст і журналіст Анвер Юмагулов.
У 2018 році гора Куштау (140 км від Уфи) було передано Башкирській содовій компанії для видобутку вапна, після чого місцеве населення протестувало — зокрема, після початку масових рубок. Місцеві жителі вважають Куштау частиною єдиного гірського масиву з шиханами Торатау і Юрактау, які мають статус пам'яток природи. За два тижні протестів було затримано близько 80 активістів, кілька з них отримали адміністративні арешти.
У серпні 2020 року тисячі протестувальників організували марші та перекрили дороги, щоб захистити заповідники Куштау. Люди вишикувалися в живий ланцюг з величезним прапором республіки. Протистояння з правоохоронцями тривали кілька днів. Протестувальники, серед іншого, закликали провести вільні вибори до регіональної влади, яка мала б підтримати вимоги народу, а не виконувати волю Кремля.
У 2023 році тривали активні екологічні протести: екоактивіста Ільсура Ірназарова оштрафували за організацію мітингу проти незаконного видобутку золота, у Башкортостані відбувся народний мітинг на захист хребта Ірандык від золотошукачів.
Наростаюча хвиля екоактивізму в республіці все більше нагадує боротьбу громадян за самоврядування. Російська влада відповідає заборонами: наприклад, адміністрація Таналикської сільради Хайбуллінського району Башкортостану відмовилася погодити збори громадян з питання відселення місцевих жителів у зв'язку з розробкою надр.